# Kevin O’Connell (Footballtrainer)
Kevin William O’Connell (geboren am 25. Mai 1985 in Knoxville, Tennessee) ist ein US-amerikanischer Trainer und ehemaliger Spieler auf der Position des Quarterbacks im American Football. Er ist seit 2022 Head Coach der Minnesota Vikings. O’Connell spielte College Football für die San Diego State University und war fünf Jahre lang als Ersatzquarterback in der National Football League (NFL) aktiv. Anschließend arbeitete er als Assistenztrainer für die Cleveland Browns, die San Francisco 49ers, die Washington Redskins und die Los Angeles Rams, mit denen er als Offensive Coordinator den Super Bowl LVI gewann.

## Karriere als Spieler

### College
O’Connell wurde in Knoxville, Tennessee geboren, und wuchs im kalifornischen Carlsbad auf, wo er die La Costa Canyon High School besuchte und Football sowie Basketball spielte. Ab 2003 ging er auf die San Diego State University, um College Football für die San Diego State Aztecs zu spielen. Nach einem Redshirtjahr war er vier Jahre lang Teamkapitän und erzielte in 40 Spielen 7689 Yards Raumgewinn und 46 Touchdowns. Mit 1312 Yards Raumgewinn im Laufspiel hält er den Rekord für die meisten Rushing-Yards eines Quarterbacks der Aztecs. Seinen Bachelorabschluss machte O’Connell in Politikwissenschaft.

### NFL
O’Connell wurde im NFL Draft 2008 in der dritten Runde an 94. Stelle von den New England Patriots ausgewählt und ging als dritter Quarterback hinter Tom Brady und Matt Cassel in seine erste NFL-Saison. Da Brady sich am ersten Spieltag verletzt hatte und für den Rest der Saison ausfiel, kam O’Connell am dritten Spieltag als Ersatzmann für Cassel gegen Ende der Partie gegen die Miami Dolphins, die mit 13:38 deutlich verloren ging, zu seinem NFL-Debüt. Dabei wurde er in zwei Angriffsserien eingesetzt und brachte drei von vier Pässen für 25 Yards an. Am 16. Spieltag kam er bei einem Kantersieg gegen die Arizona Cardinals im vierten Viertel für drei Drives zum Einsatz und warf zwei Pässe, von denen einer für zwei Yards Raumverlust ankam. Vor Beginn der Saison 2009 entließen die Patriots O’Connell, nachdem er in der Preseason nicht hatte überzeugen können.
Anschließend nahmen die Detroit Lions O’Connell unter Vertrag, gaben ihn aber nur wenige Tage später gegen einen Siebtrundenpick an die New York Jets ab. Später stand er bei den Miami Dolphins, erneut bei den Jets sowie zuletzt in der Preseason 2012 bei den San Diego Chargers unter Vertrag, kam aber zu keinem NFL-Einsatz mehr.

## Karriere als Trainer
Nach seinem Karriereende als Spieler war O’Connell als Kommentator und Reporter tätig, bevor er sich 2015 als Quarterback-Trainer den Cleveland Browns anschloss, bei denen er Josh McCown, Johnny Manziel und Austin Davis trainierte. In der Saison 2016 arbeitete O’Connell im Trainerstab der San Francisco 49ers, im darauffolgenden Jahr wurde er Quarterback-Trainer bei den Washington Redskins und arbeitete 2017 mit dem späteren Vikings-Quarterback Kirk Cousins zusammen. In der Saison 2018 übernahm O’Connell zusätzlich die Aufgabe des Passing Game Coordinators, 2019 ersetzte er Matt Cavanaugh als Offensive Coordinator. Nach der Entlassung von Head Coach Jay Gruden war O’Connell unter Interimstrainer Bill Callahan für die Ansage der offensiven Spielzüge tätig. Am 16. Januar 2020 nahmen die Los Angeles Rams ihn als Offensive Coordinator unter Vertrag. Mit den Rams gewann O’Connell in der Saison 2021 den Super Bowl LVI gegen die Cincinnati Bengals.
Am 16. Februar 2022 nahmen die Minnesota Vikings O’Connell als Head Coach unter Vertrag, er folgte auf Mike Zimmer, der nach der Saison 2021 entlassen worden war.

## Persönliches
O’Connell ist verheiratet und hat drei Kinder.